# 아산경찰서
아산경찰서(牙山警察署, Asan Police Station)는 충청남도경찰청이 관할하는 경찰서 중 하나이다. 충청남도 아산시 일대를 관할한다. 충청남도 아산시 남부로 370-15(풍기동 323-1)에 위치하고 있다. 본래 '온양경찰서'로 설치되었으나, 1995년에 현재 명칭으로 변경되었다.
서장은 총경으로 보한다.

## 기본 정보
- 주소: 충청남도 아산시 남부로 370-15(풍기동 323-1)
- 우편번호: 336-704

## 관할 파출소 및 지구대
| 명칭           | 사진 | 주소                      | 관할구역                                        | 치안센터     |
| -------------- | ---- | ------------------------- | ----------------------------------------------- | ------------ |
| 온양지구대     |      | 시민로258번길 3-1         | 온양2·5·6동, 온양1동 일부, 온양4동 일부, 송악면 | 송악치안센터 |
| 온천지구대     |      | 삼동로28번길 61           | 온양3동, 온양1동 일부                           |              |
| 배방지구대     |      | 배방읍 모산로 151         | 배방읍 일부                                     |              |
| 탕정파출소     |      | 탕정면 탕정로23길 7       | 탕정면                                          |              |
| 신창파출소     |      | 신창면 서부북로 610       | 신창면, 온양4동 일부                            |              |
| 둔포파출소     |      | 둔포면 둔포면로 37        | 둔포면                                          |              |
| 음봉파출소     |      | 음봉면 음봉면로 19        | 음봉면                                          |              |
| 인주파출소     |      | 인주면 공세길 54          | 인주면                                          |              |
| 영인파출소     |      | 영인면 아산리길 23        | 영인면                                          |              |
| 도고선장파출소 |      | 도고면 아산만로198번길 10 | 도고면, 선장면                                  |              |
| 장재파출소     |      | 배방읍 용연로 92          | 배방읍 일부                                     |              |